# 陶邑窯跡群

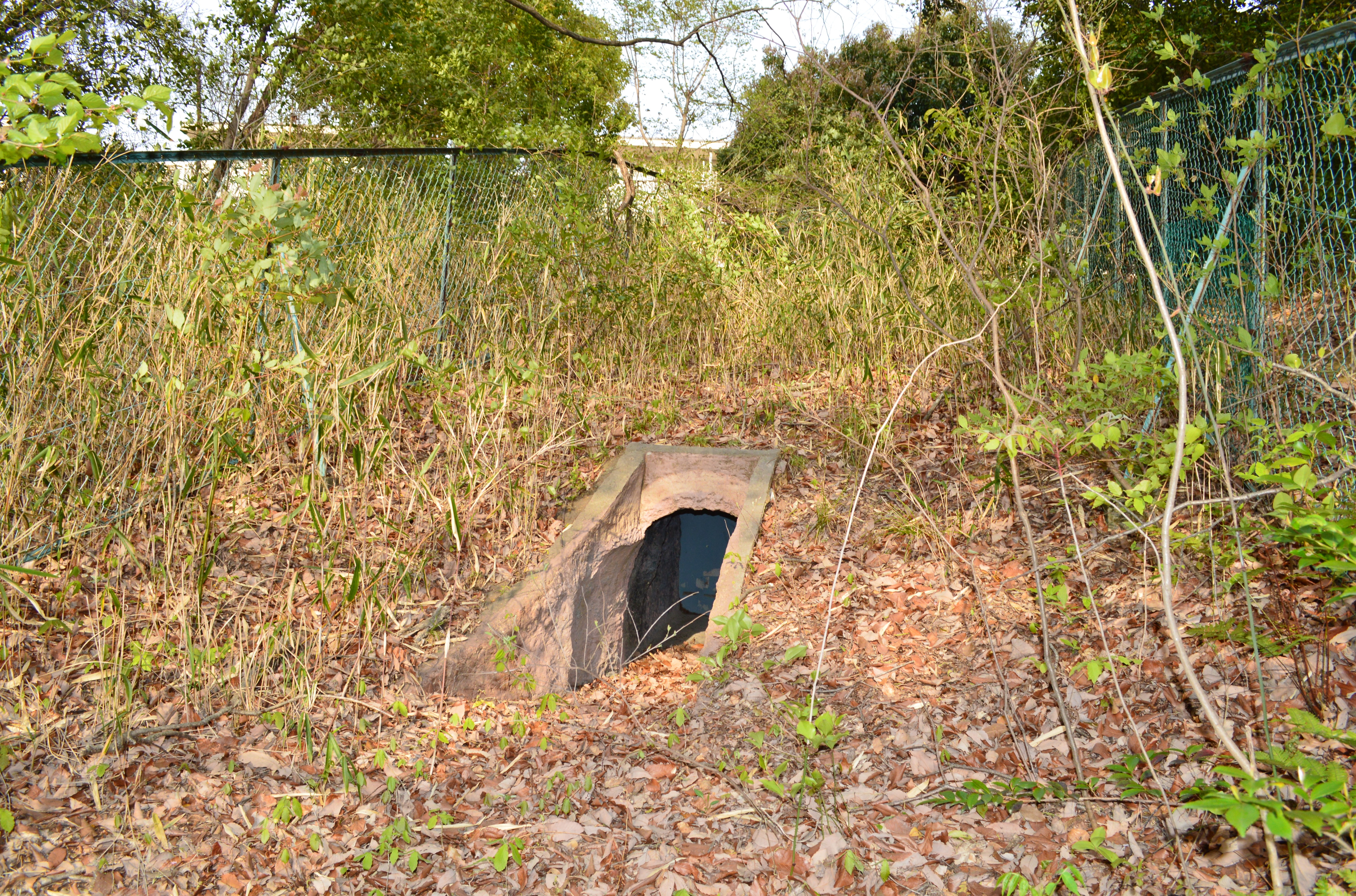
TK73（大阪府指定史跡）

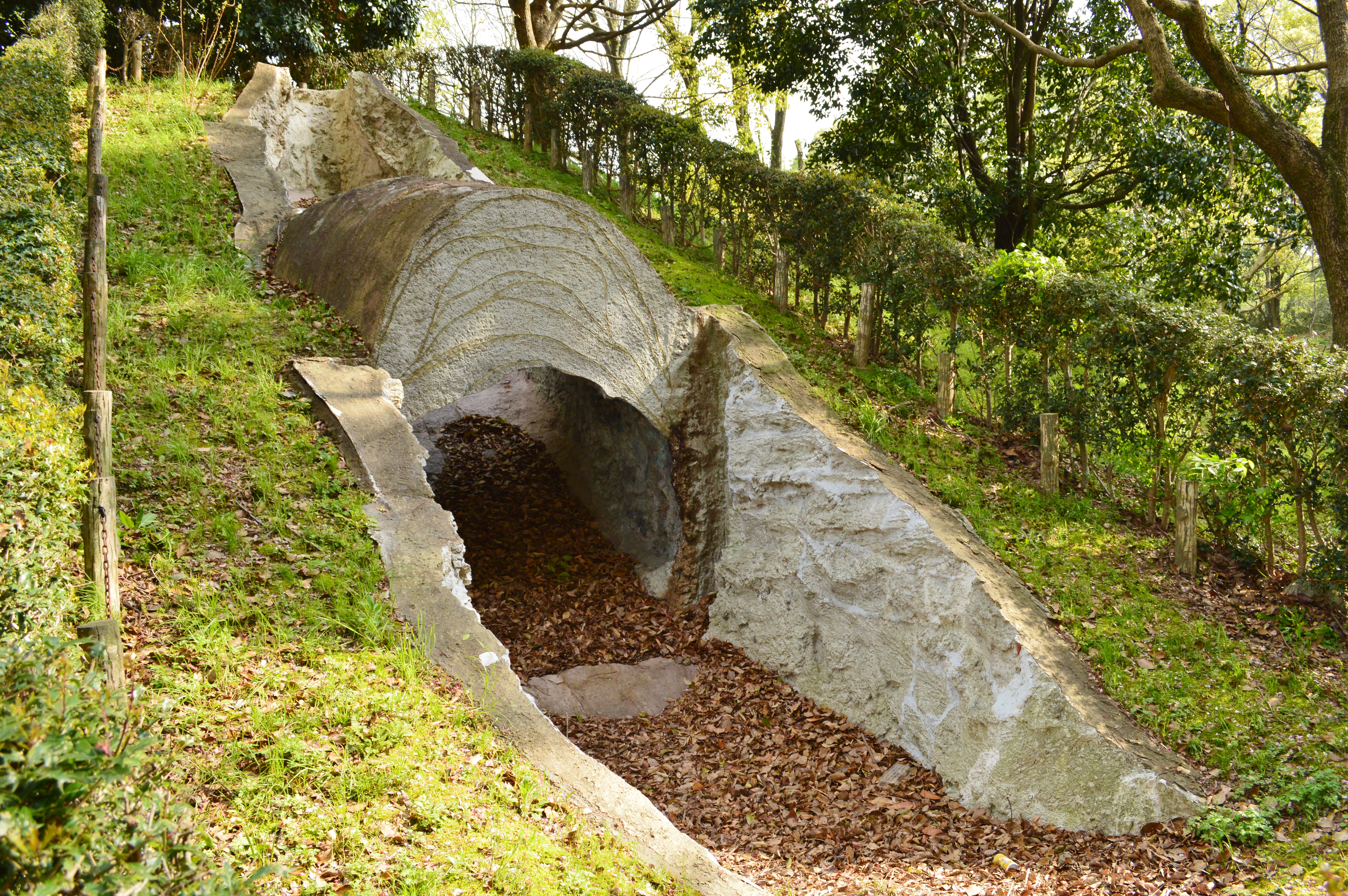
TG61（移築復元）

陶邑窯跡群（すえむらかまあとぐん/すえむらようせきぐん）は、大阪府南部に分布する古墳時代から平安時代初頭にかけての須恵器の窯跡。日本三大古窯の1つに数えられている。

## 概要
大阪府南部の丘陵地帯（堺市、和泉市、岸和田市、大阪狭山市）に位置する日本最大規模の須恵器生産地である。東西約15キロメートル、南北約9キロメートルの範囲に1000基以上の窯が構築され、古墳時代中期から平安時代までのおよそ500年もの間、継続的な生産がなされた。
「陶邑」の名称は、崇神天皇の時代に倭迹迹日百襲媛命が神懸りして受けた託宣により茅渟県の陶邑において大田田根子を探し出し、大和三輪山の神、大物主を祭る神主とし、それまで続いていた疫病や災害を鎮めたとする『日本書紀』の記述に基づく。
そのため「陶邑」は本来、この窯業生産地を指す呼称ではなく、同時代にそのように呼称されていたのでもない。そのため陶邑窯跡群という呼称をさけ、大阪府南部窯址群、阪南古窯址群、泉北丘陵窯跡群と呼ぶ場合もある。

## 陶邑窯跡群の発見から現在まで
1941年（昭和16年）10月5日に森浩一は初めて陶邑窯跡群内の見野山窯（現・高蔵寺29号窯）を訪れ、以来1964年（昭和39年）2月16日まで分布調査を継続し、陶邑窯跡群の実態を明らかにしていった。
1960年代以降、泉北ニュータウン等の建設によって当地に開発の手が迫ったことで、陶邑窯跡群の全貌が次第に明らかになっていった。そのなかで多くの窯跡が盗掘、破壊されていったが、一方で400ヶ所以上もの窯跡が発掘調査され、その出土資料は全国各地で出土する、古墳時代から古代にかけての須恵器の年代を推定するための編年の基準となっている（陶邑編年）。なお、出土資料の一部は泉北ニュータウン内にある大阪府立泉北考古資料館に収蔵、展示されていたが、後進の堺市立泉北すえむら資料館が2016年（平成28年）9月30日に閉館したため、堺市博物館で保管されている。

## 陶邑編年
陶邑窯跡群出土須恵器による編年案は、1958年（昭和33年）に森浩一によって初めて提示され、その後田辺昭三、中村浩などの研究者が編年案を提示している。

### 田辺昭三による編年
専門書などではしばしば、「TK73型式の須恵器が出土した」とか、「MT15型式」とかあるいは、「TG232号窯と同時期」といった記述がみられる。これは陶邑窯の調査が始まった時期に窯跡群が分布する丘陵地が地形的に、いくつかの小河川によって区分されていることから、調査の便宜上、「陶器山地区（略称MT）」、「高蔵寺地区（略称TK）」、「栂地区（略称TG）」、「光明池地区（略称KM）」、「大野池地区（略称ON）」、「谷山池地区（略称TN）」という地区名を与えて、その地区ごとに窯跡に番号を付け、「TK73号窯」、「MT15号窯」などと呼称したことによる。
例えばTG232号窯（この窯が発見された堺市大庭寺遺跡は地形的に陶邑窯の栂地区に属する）は現時点では陶邑窯最古段階または揺籃期（Ⅰ期1段階前期）の4世紀末前後、TK73とTK216はそれに後続するⅠ期1段階後期とし、5世紀初頭、その後にTK208、TK23、TK47と5世紀末前後まで変遷し、Ⅱ期ではMT15、TK10、TK43、TK209という順に6世紀代を推移して行ったと考えられている。
ところで、窯跡の呼名として、そのそれぞれに、「高蔵寺○号窯（TK○）」、「陶器山○号窯（MT○）」といった正式名称があるのにもかかわらず、ローマ字表記の略称が優先して使用されていることには批判がある。こういったローマ字表記の略称は本来、研究機関内の出土遺物の整理作業などの効率をはかる便宜のためのものにすぎず、正式名称に取って代わって使用されるべきではないという意見である。しかしながら、このローマ字表記の呼称は1966年（昭和41年）刊行の平安高校（現龍谷大学付属平安中学校・高等学校）考古学クラブによる陶邑窯の初期の発掘調査報告書などに於いて既に使用されており、学界においてはこのローマ字表記の呼称はすっかり定着してしまった観はある（先述の陶邑窯出土の須恵器の編年の大筋もこの報告書のなかで既に示されており、高校のクラブ活動が残した偉業の1つと言える）。

## 陶邑窯跡群における須恵器生産の沿革

### 揺籃期
1991年（平成3年）、陶邑窯北部に位置する堺市大庭寺遺跡の発掘調査により、古墳時代の集落の遺構等とともに明らかにされたTG232号窯およびTG231号窯からは朝鮮半島の陶質土器の影響が色濃い初期須恵器が大量に出土している。また、そこから1キロ余り西の地点で先の2つの窯跡よりやや遅れる段階に操業を開始したと思われるON231号窯が発掘され、ここからも大量の初期須恵器が出土している。さらにここから2キロ西に離れた和泉市内において1966年（昭和41年）に調査されながら、1999年（平成11年）に正報告がなされた濁り池須恵器窯もTG232窯にすぐ後続する段階のものであり、須恵器生産の最古の段階（4世紀末 - 5世紀初頭）から陶邑で、かなりの規模の生産が継続的に行なわれていたことを示している。これらの初期の窯跡は陶邑でも北部の平野部に近い場所にあり、丘陵の入口部から須恵器窯としての開発が始められ、時期が下るとともに丘陵の奥に窯が設けられるようになっていったようである。
なお、当古窯跡群の北方数キロメートルには5世紀に造営された大仙陵古墳を始めとする百舌鳥古墳群が展開しており、陶邑窯の創設当初、巨大古墳群の造営主体である初期畿内政権（ヤマト王権）中枢と直接の関わりがあったことが想定されている。こうして、5世紀以降、時期ごとに営まれた窯の数の増減はあるものの平安時代まで日本最大級の窯業生産地として栄えた。我国の窯業生産発祥地の1つと言える。

### 衰退期
陶邑窯一帯の生産は、7世紀以降衰退が始まり、9世紀の後半頃に廃絶してしまう。衰退の原因の一つは、燃料となる森林資源を消費しつくしたためと考えられている。これは、時代が経るにつれ使用される木炭の樹種が、更新可能な広葉樹から荒廃地でも生育するアカマツ（二次林）に変化していることからも裏付けられている。少なくなりつつある燃料材をめぐる争いは『日本三代実録』の中で859年（天安3年/貞観元年）に起きた「陶山の薪争い」として記録されている。

## 文化財

### 重要文化財（国指定）
- 大阪府陶邑窯跡群出土品 一括（考古資料） - 内訳は以下。堺市博物館保管。2005年（平成17年）6月9日指定[16]。
  - 須恵器 2572点
  - 窯道具類 3点
  - 瓦塼類 10点

いずれも堺市博物館展示。

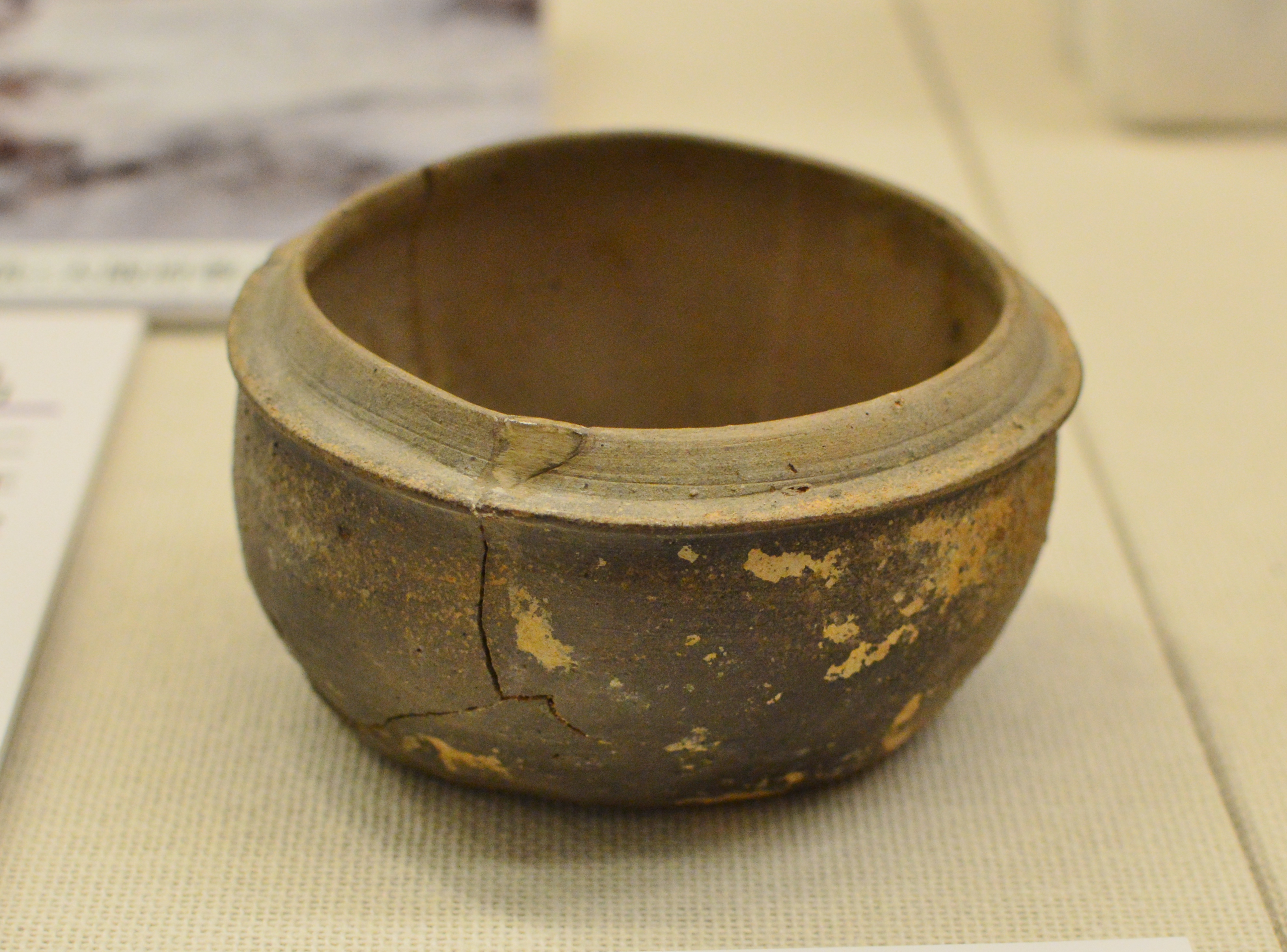
TK73 須恵器 坏身
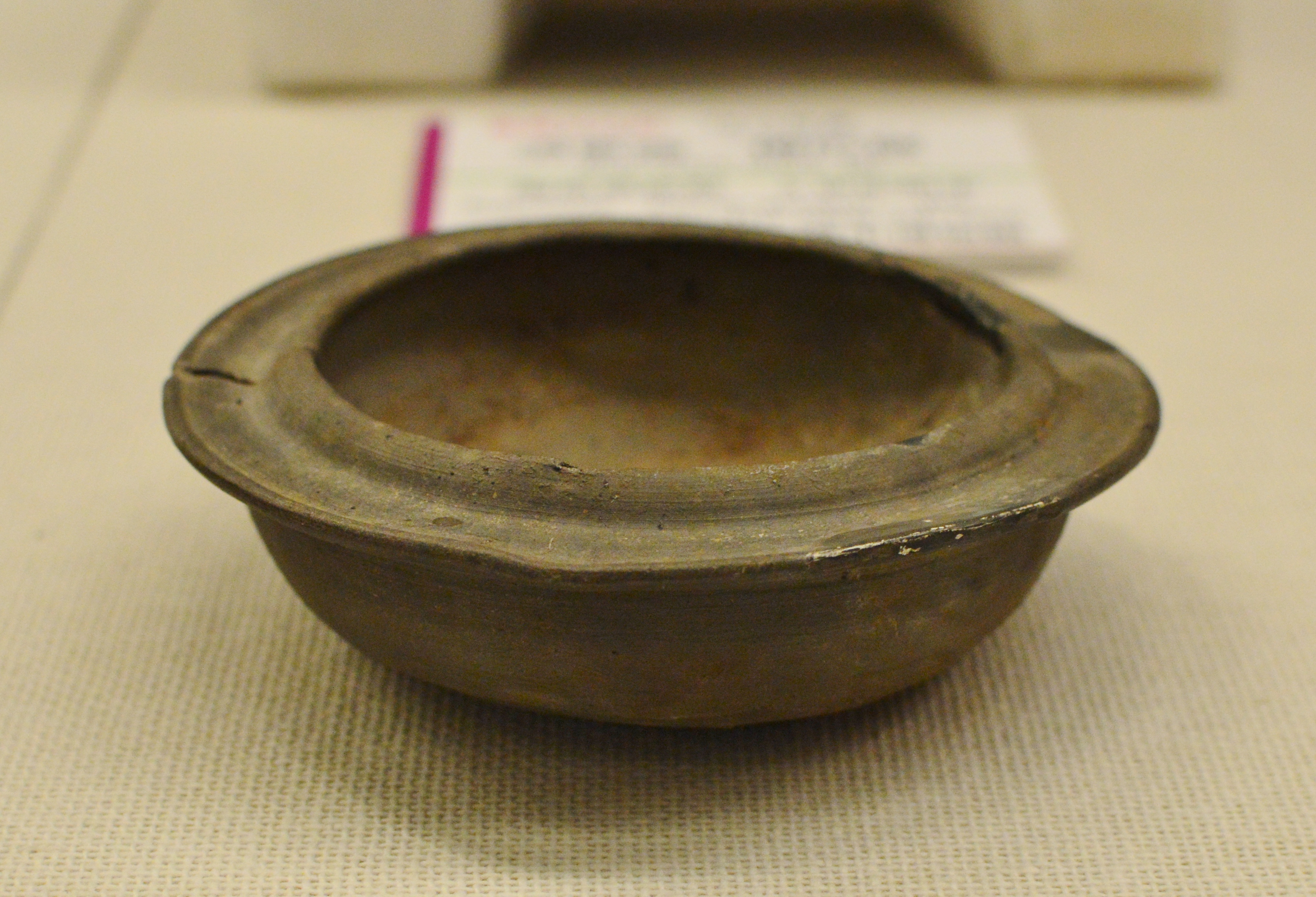
TK73 須恵器 坏身
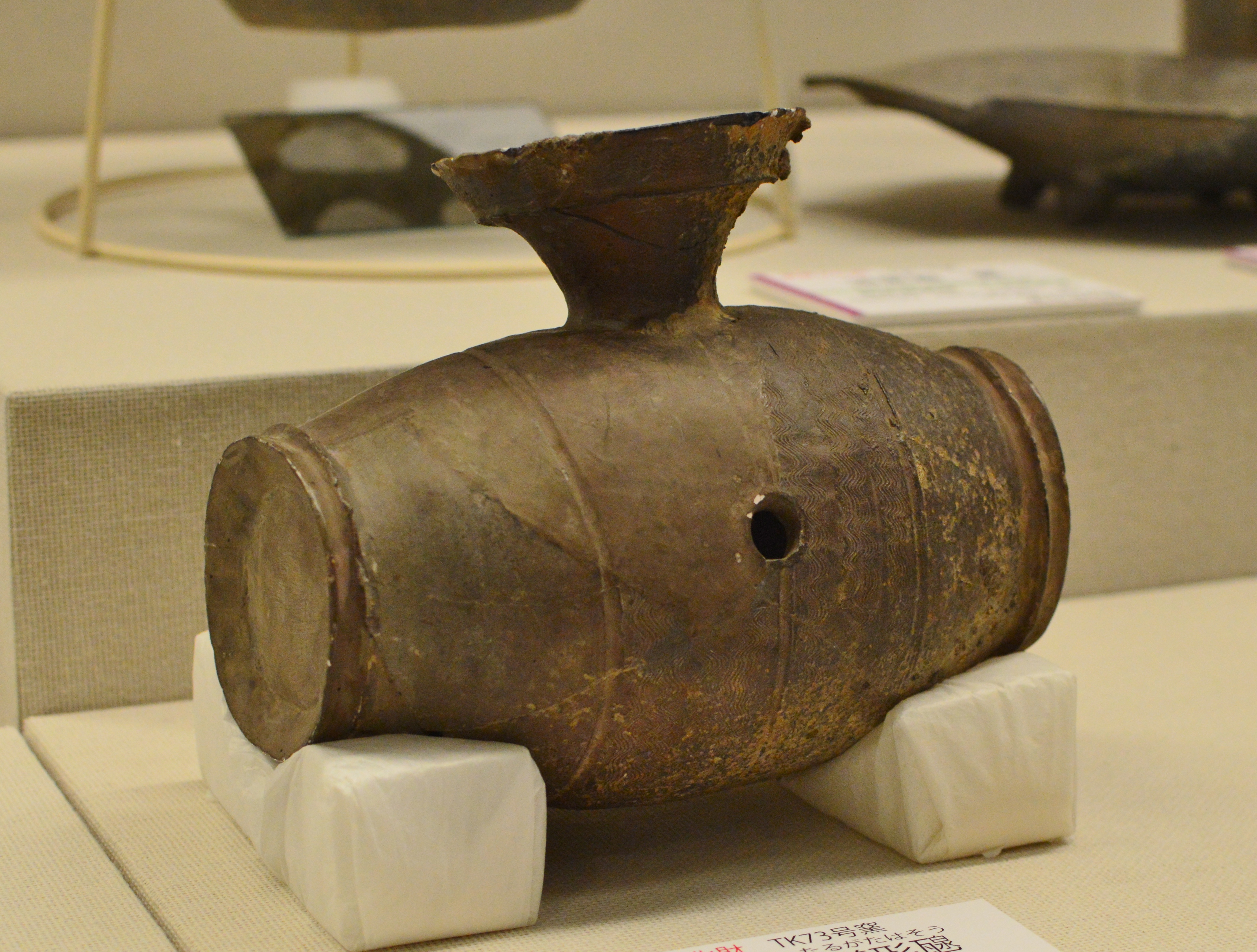
TK73 須恵器 樽形𤭯
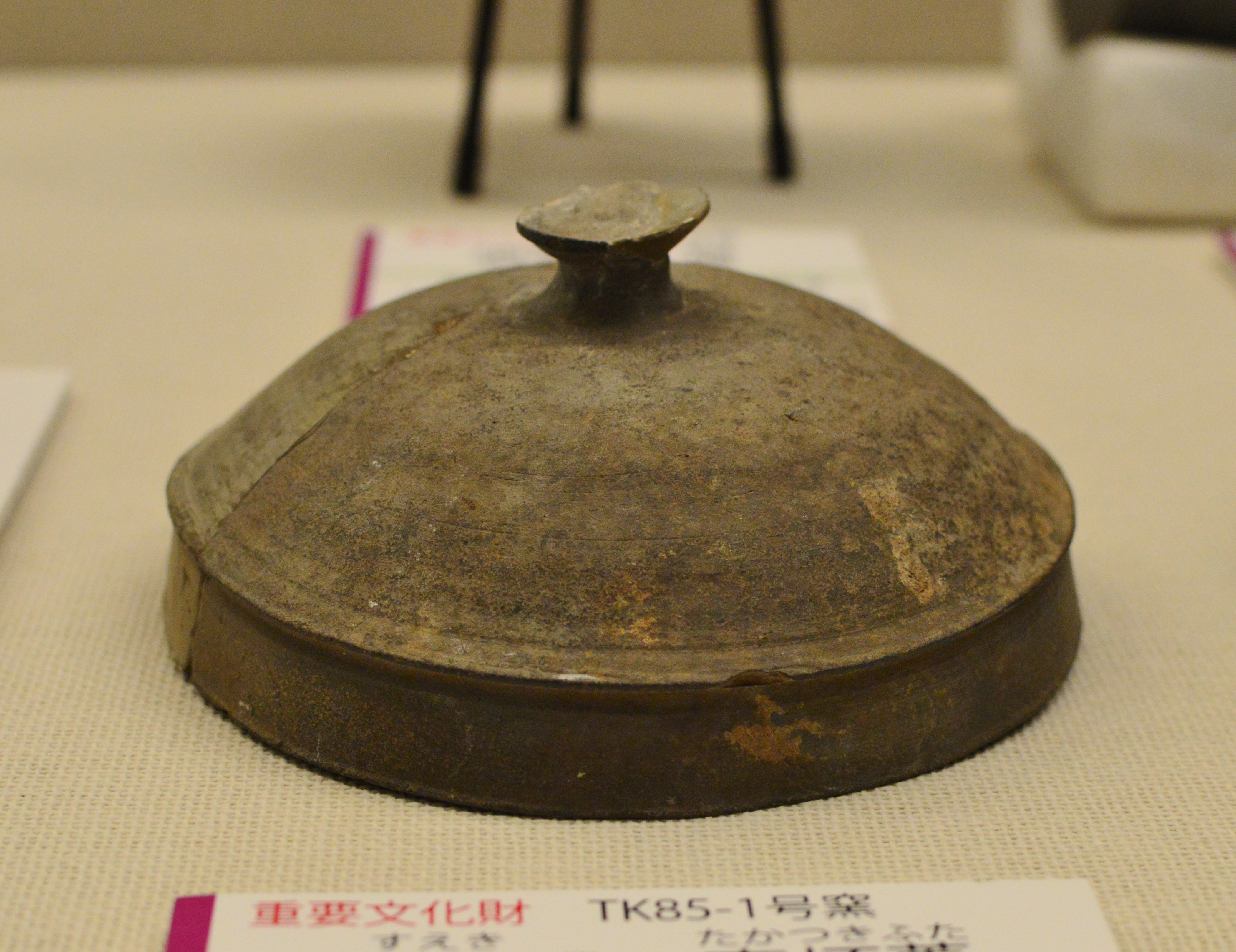
TK85-I 須恵器 高坏蓋
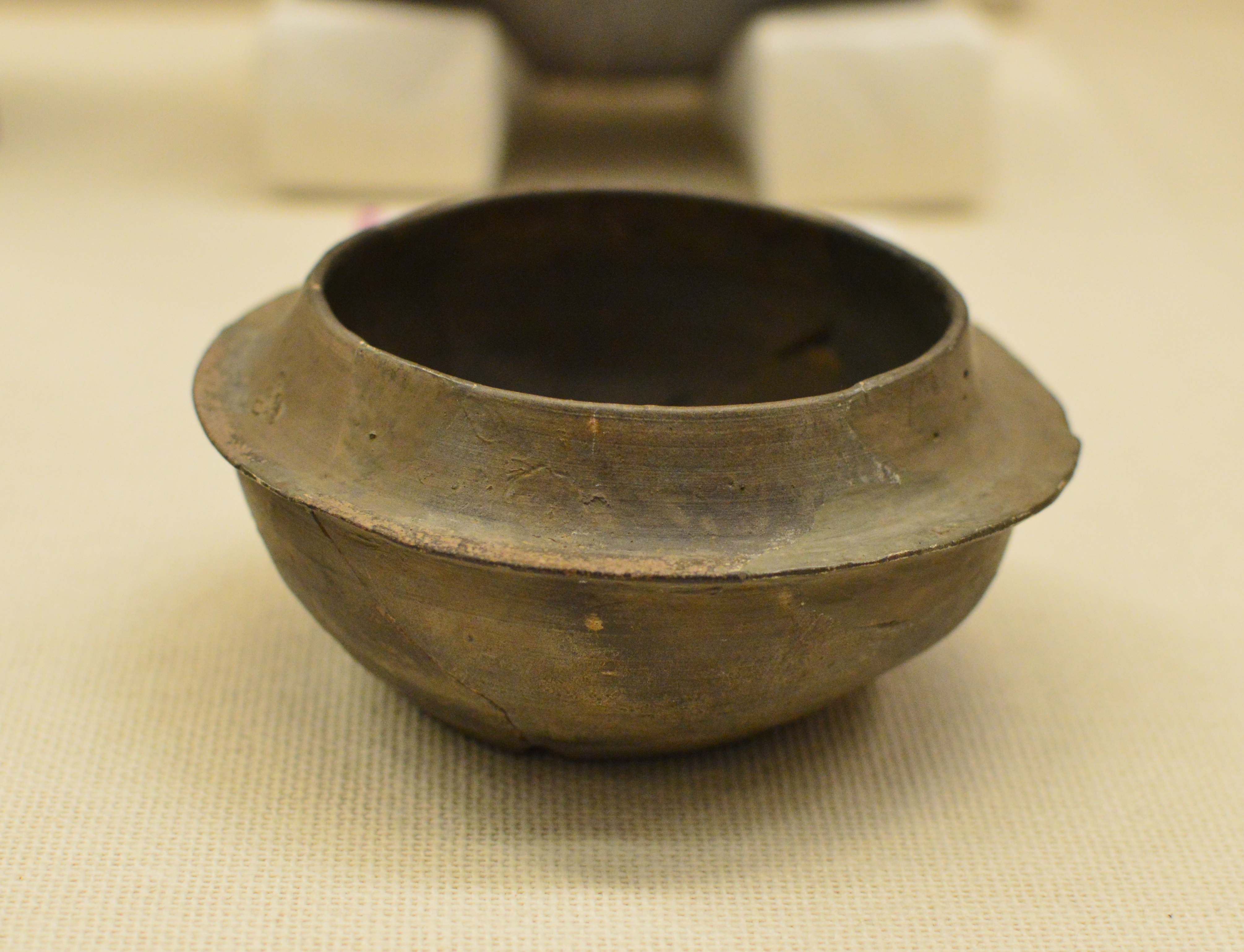
TK85-I 須恵器 坏身
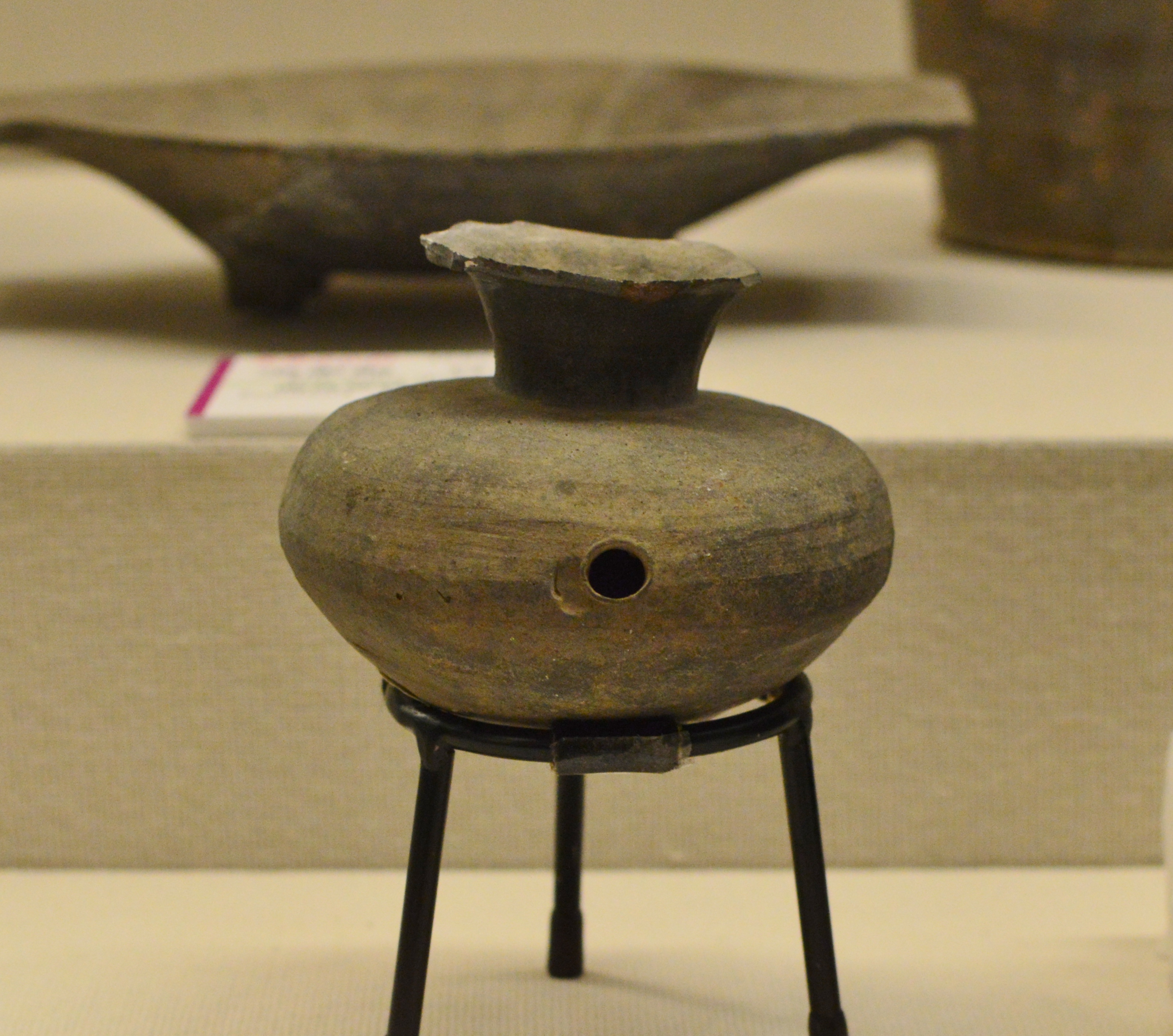
TK85-I 須恵器 𤭯
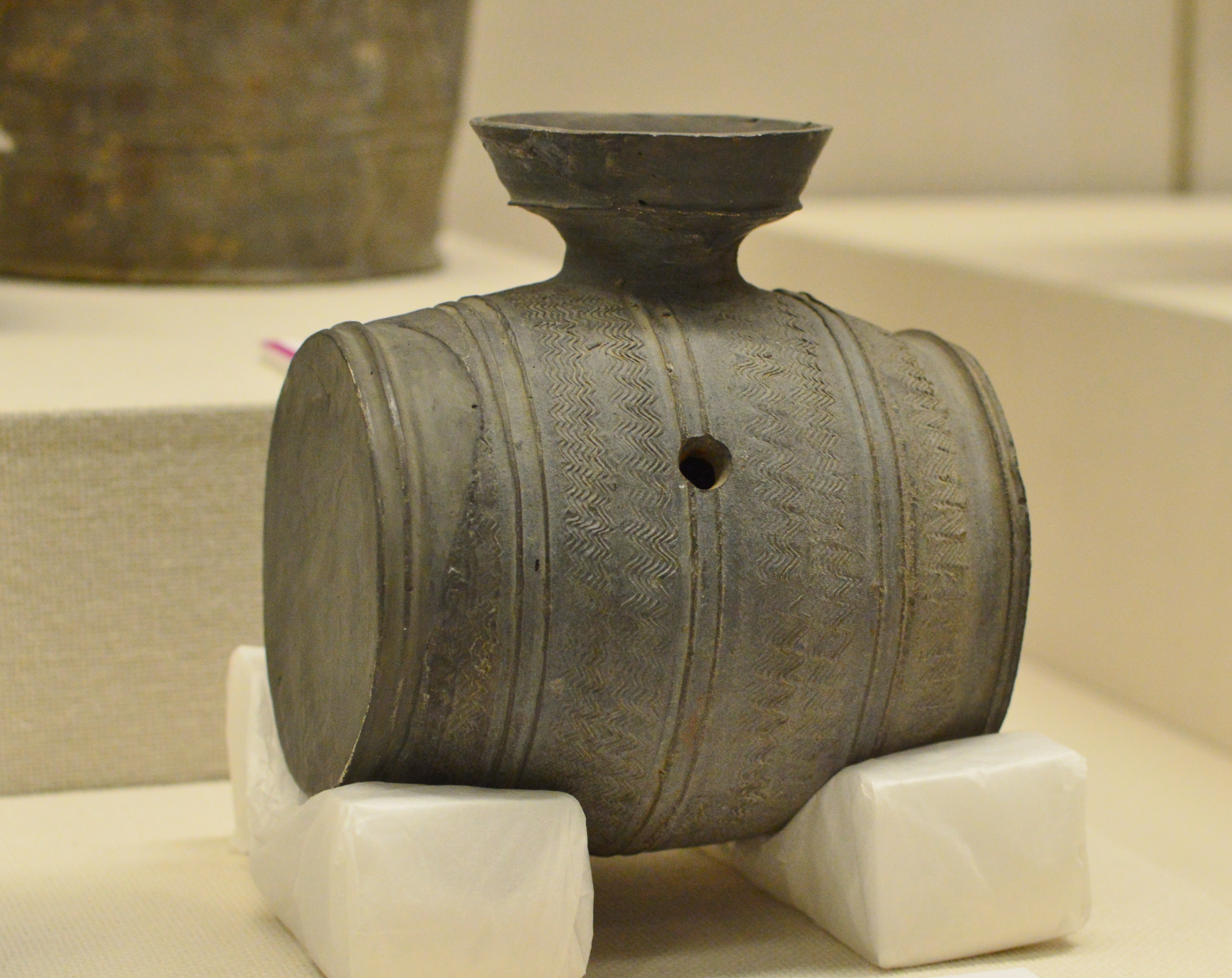
TK85-I 須恵器 樽形𤭯
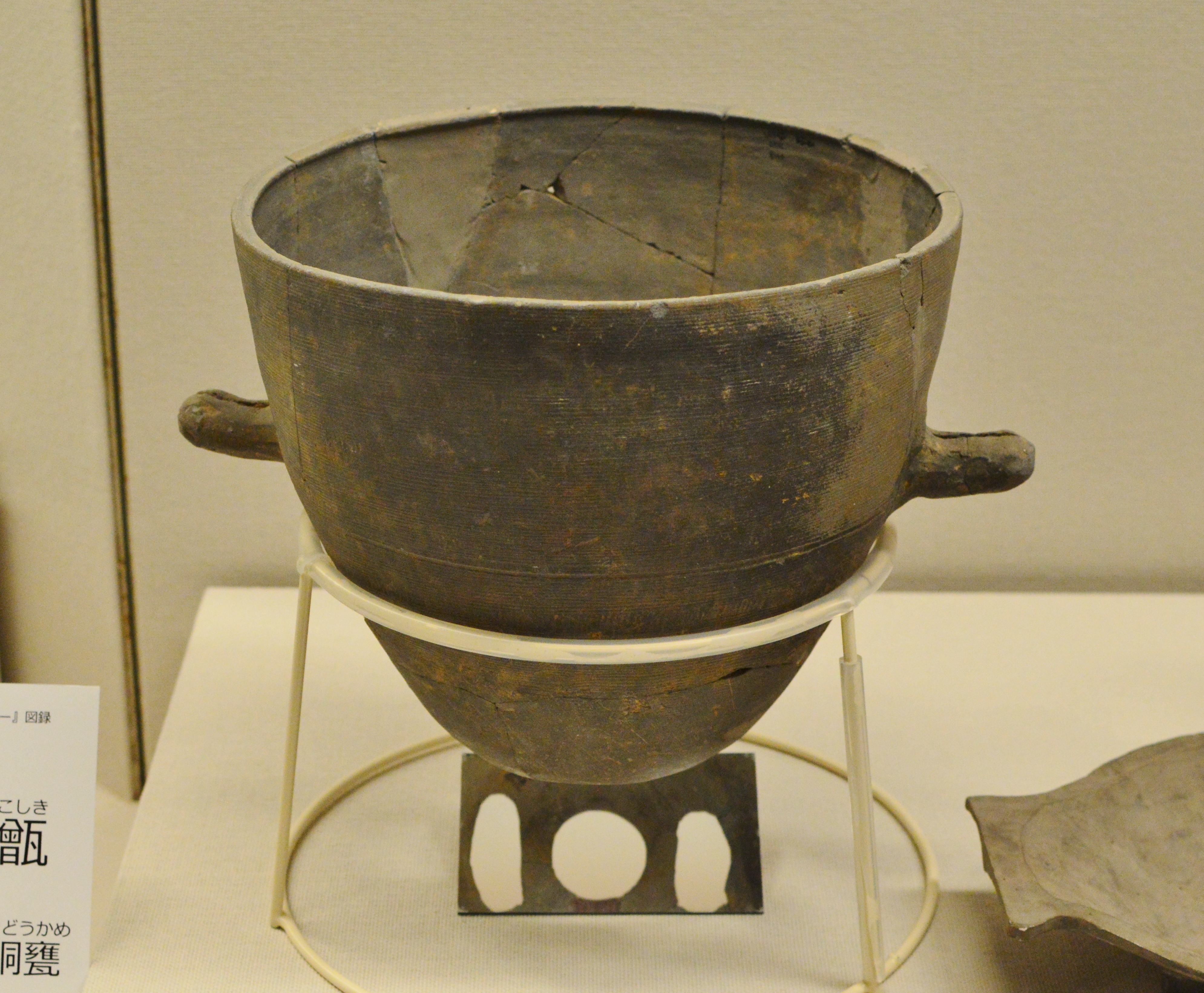
TK87 須恵器 甑
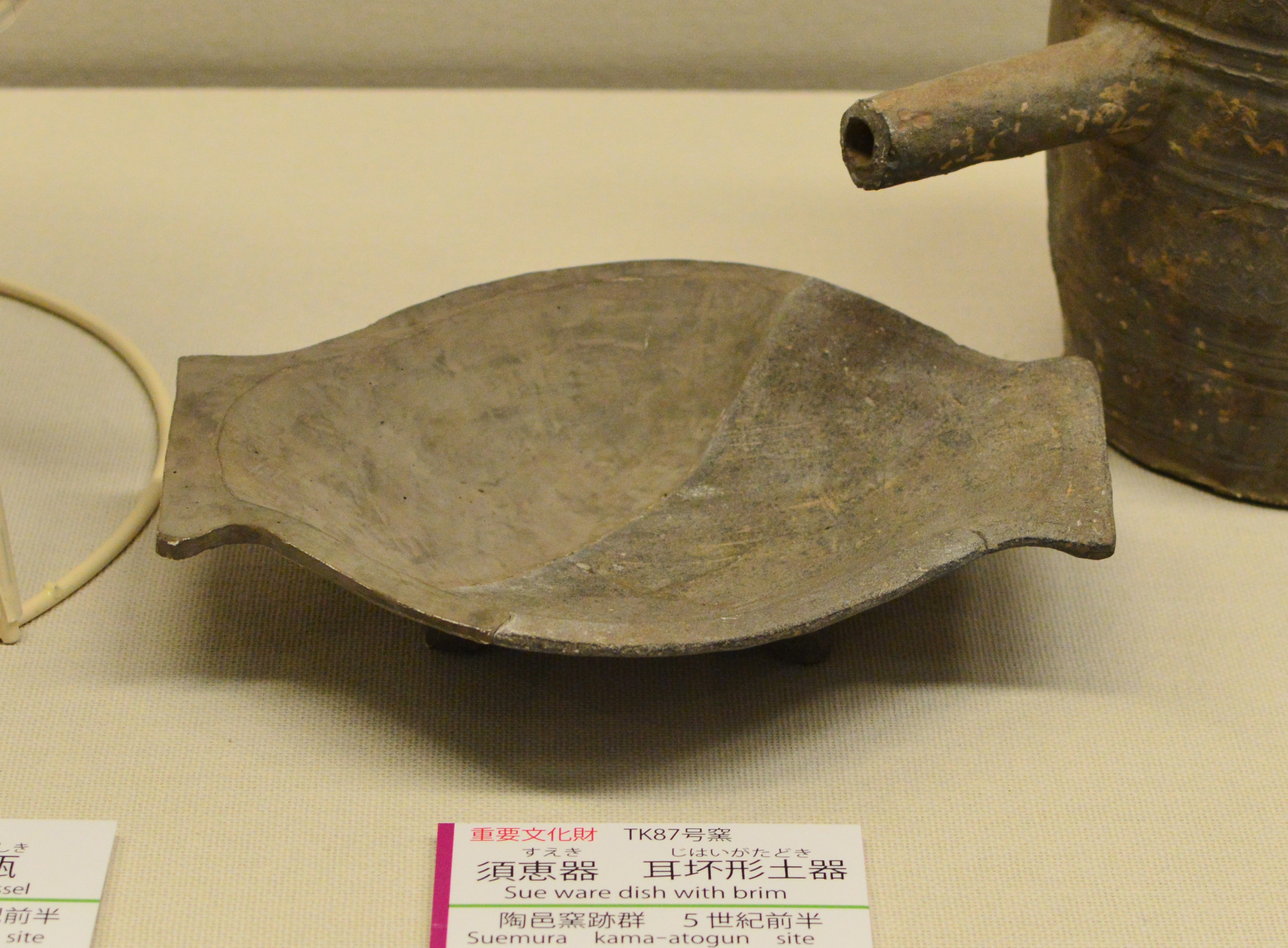
TK87 須恵器 耳坏形土器
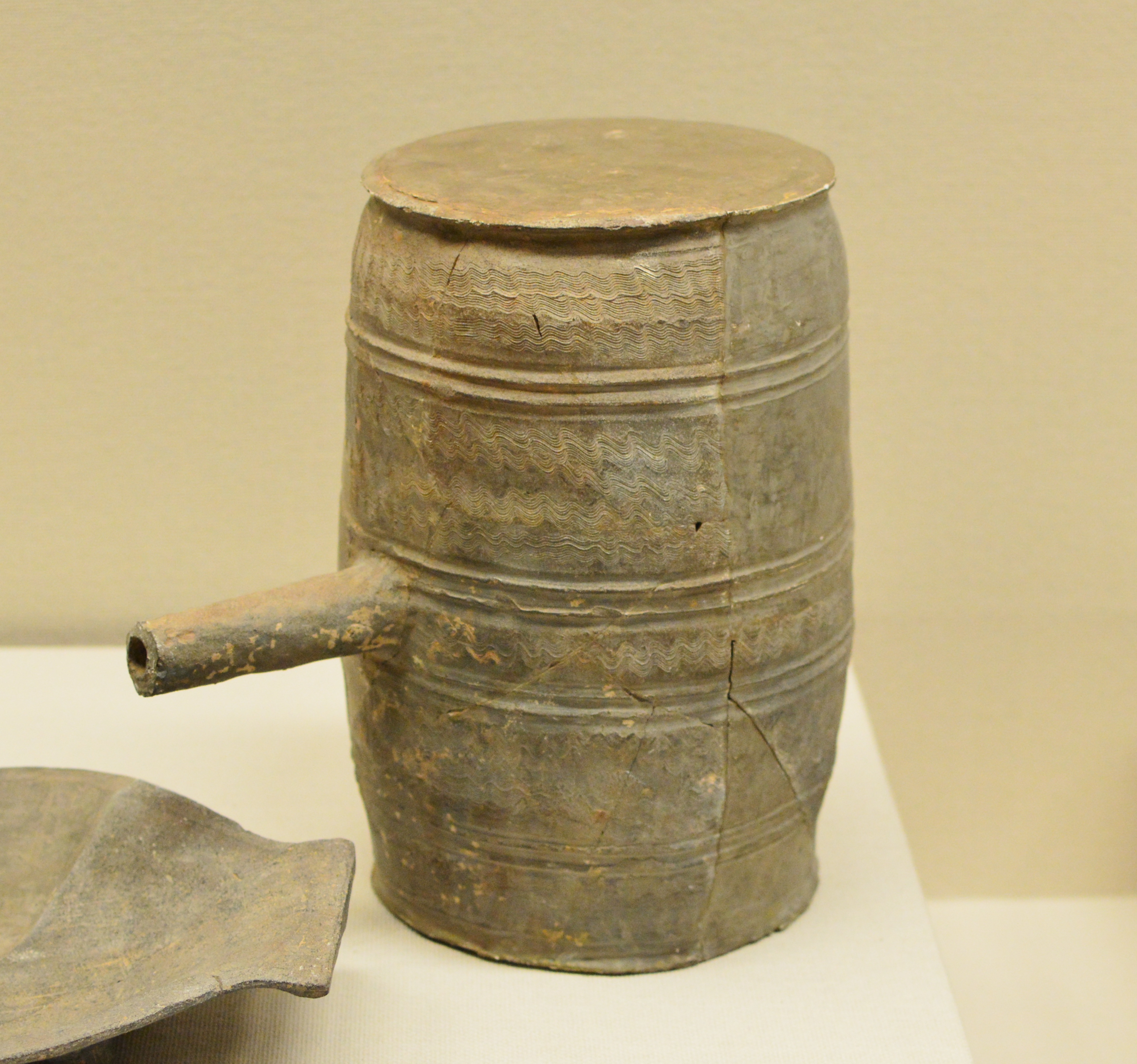
TK87 須恵器 異形注口土器

### 大阪府指定文化財
- 有形文化財
  - 陶邑窯跡群（TG231・232号窯）出土品 87点（考古資料） - 内訳は以下。2022年（令和4年）3月15日指定。
    - TG231号窯：須恵器12点、軟質系土器4点、土製品1点
    - TG232号窯：須恵器65点、軟質系土器1点、土製品1点、窯道具3点
- 史跡
  - 高蔵寺73号窯、74号窯 - 1993年（平成5年）3月31日指定[17]。